# اگنبرگ (کاخ)
اگنبرگ (به آلمانی: Schloss Eggenberg) یک نگارخانه، بوستان و کاخ سه طبقه واقع در اشتایرمارک، اتریش می‌باشد. این کاخ جزء میراث جهانی یونسکو در اتریش می باشد.

## نگارخانه

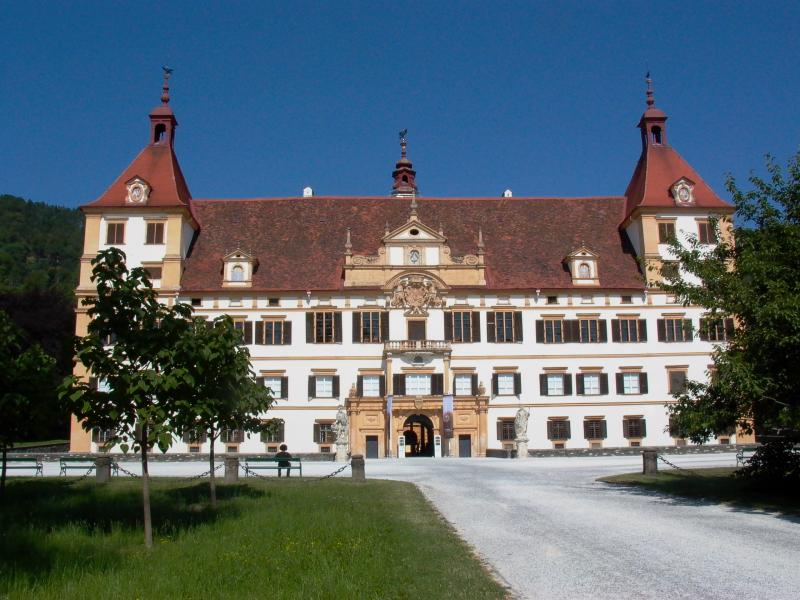
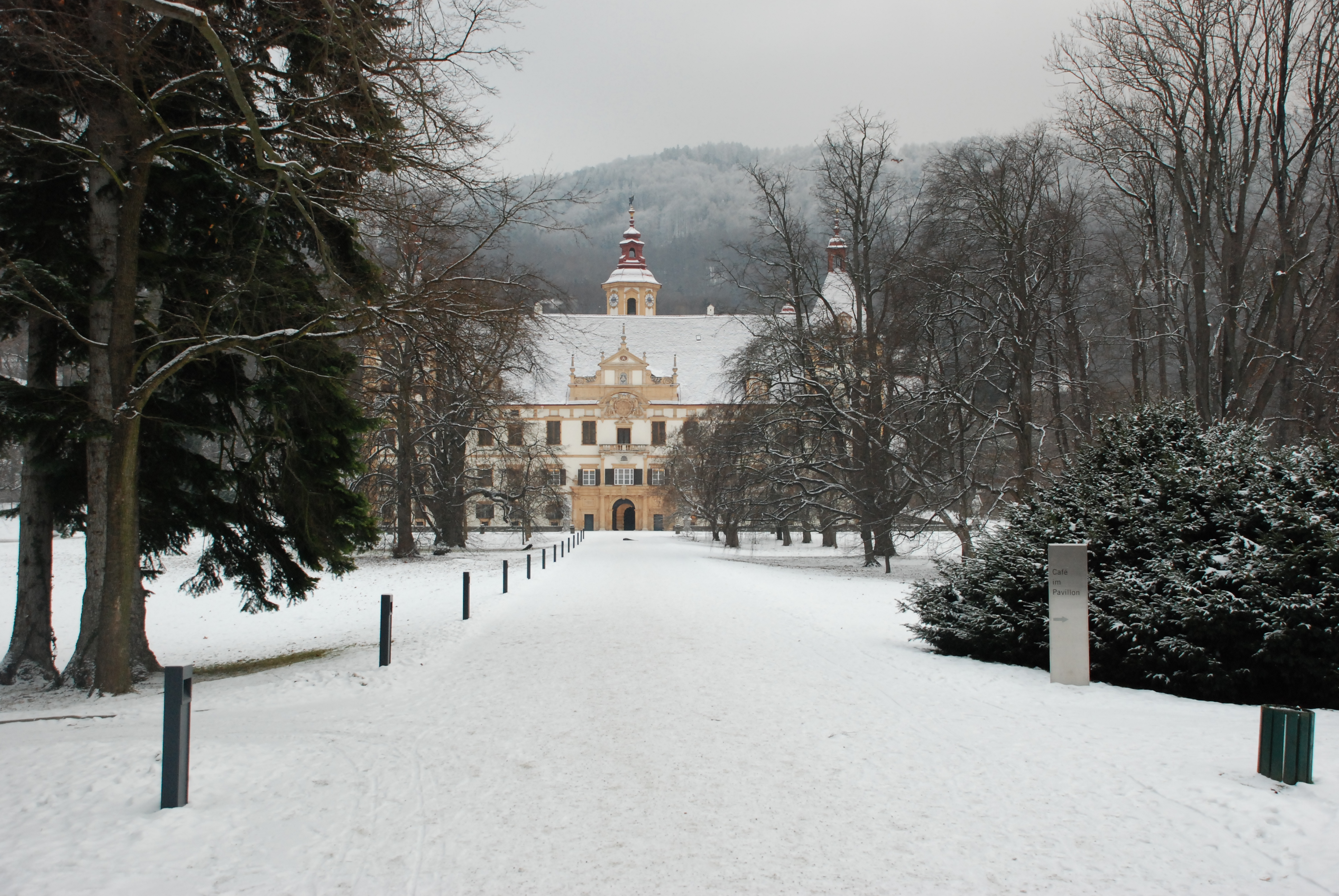
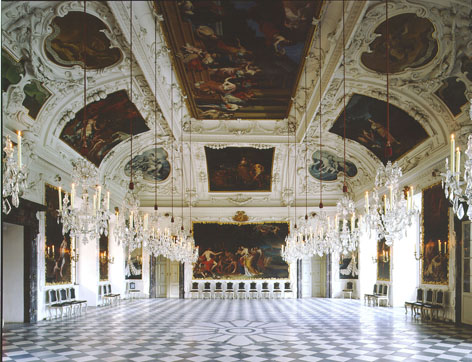
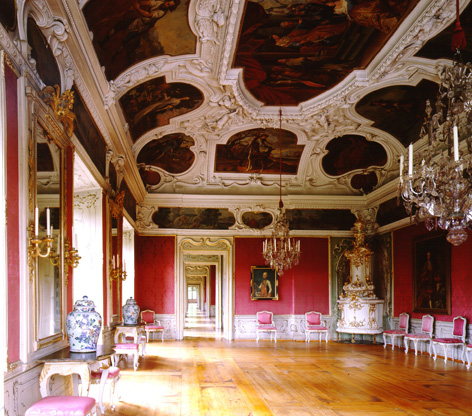
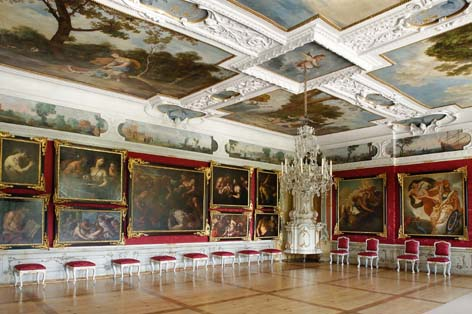
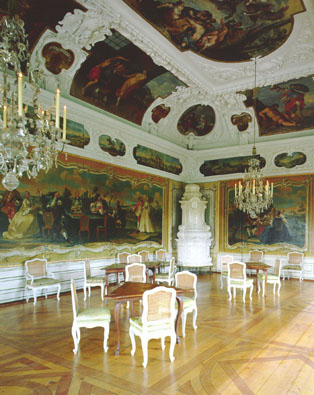